# 令和新選組
もしかして
- れいわ新選組

ではありませんか？